# José Herrada
José Herrada López (ur. 1 października 1985 w Cuenca) – hiszpański kolarz szosowy profesjonalnej grupy Cofidis.

## Najważniejsze osiągnięcia
2007
- 1. miejsce na 6. etapie Tour de l’Avenir

2009
- 3. miejsce w Klasika Primavera

2010
- 1. miejsce w Cinturó de l’Empordà
- 1. miejsce na 5. etapie Volta a Portugal
- 3. miejsce w Tour de Normandie

2011
- 4. miejsce w Route du Sud

2013
- 12. miejsce w Vuelta a España

2014
- 3. miejsce w Prueba Villafranca de Ordizia

## Starty w Wielkich Tourach
| Grand Tour | 2012 | 2013 | 2014 | 2015 | 2016 | 2017 | 2018 |
| ---------- | ---- | ---- | ---- | ---- | ---- | ---- | ---- |
| Giro       | 44.  | 25.  | 23.  | -    | 62.  | 61.  | -    |
| Tour       | -    | -    | -    | 65.  | -    | -    | -    |
| Vuelta     | -    | 12.  | 32.  | -    | 91.  | -    | 57.  |